# Футбольная ассоциация Сингапура
Футбо́льная ассоциа́ция Сингапу́ра (англ. Football Association of Singapore) — организация, осуществляющая контроль и управление футболом в Сингапуре. ФАС была основана в 1952 году, став правопреемницей Люби́тельской футбо́льной ассоциа́ции Сингапу́ра, основанной в 1892 году и считавшейся старейшей футбольной ассоциацией Азии. В 1952 году ассоциация вступила в ФИФА, а в 1954 году — в АФК. ФАС организует деятельность и управляет национальными сборными по футболу (мужской, женской, молодёжными). Под эгидой ассоциации проводятся соревнования в чемпионате страны и многих других соревнованиях.